# Filmfestival
Ein Filmfestival ist eine periodisch stattfindende kulturwirtschaftliche Veranstaltung, bei der an einem bestimmten Ort verschiedene aktuelle Filmproduktionen gezeigt, diskutiert und meist von einer Jury bzw. dem Publikum gewertet und mit Filmpreisen ausgezeichnet werden, wozu nicht notwendigerweise eine finanzielle Zuwendung gehört.

## Geschichte und Entwicklung

### Überblick

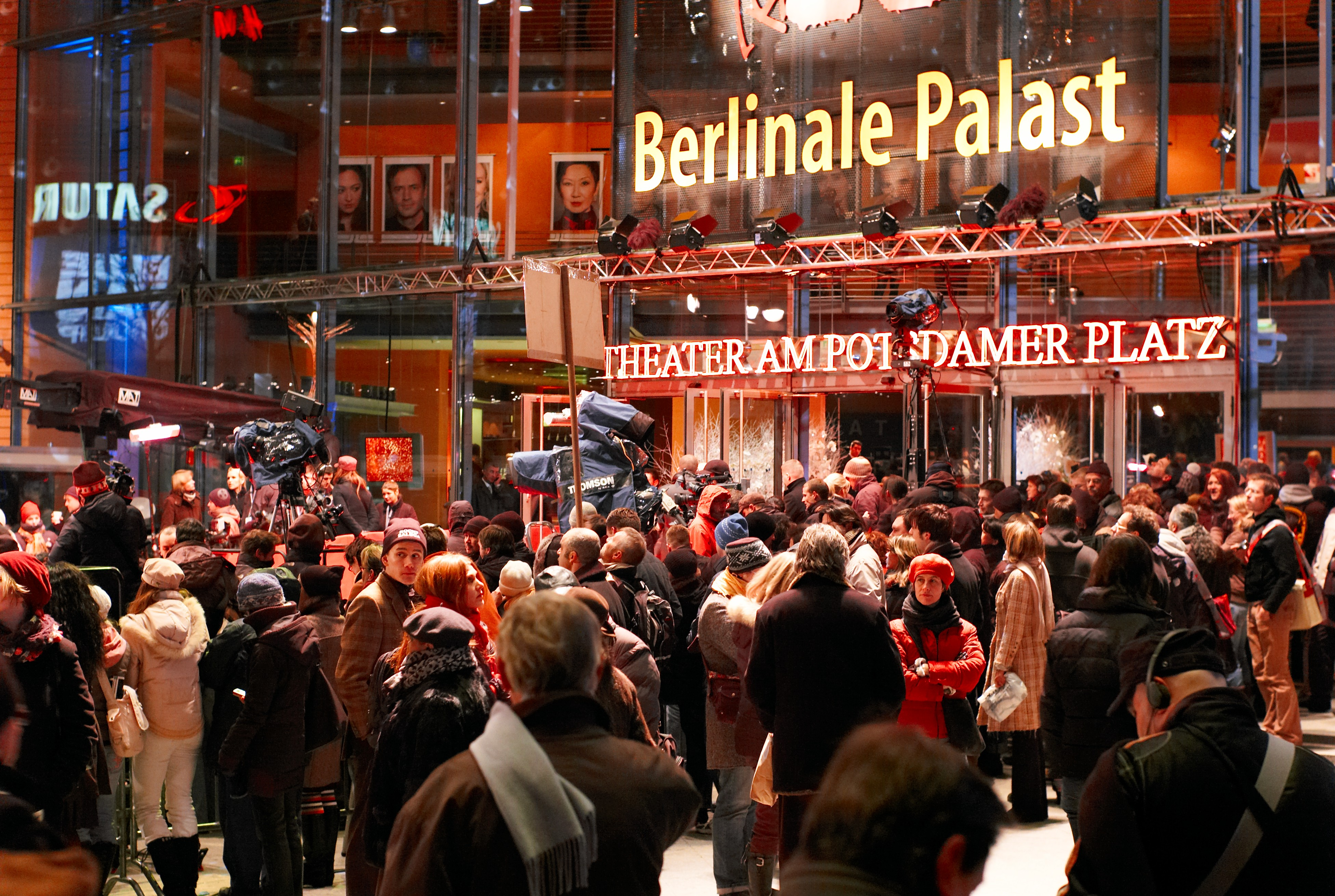
Berlinale-Palast am Potsdamer Platz

Das erste Festival des Films fand 1932 in Venedig statt. Moskau folgte 1935 mit dem Internationalen Filmfestival Moskau.
Viele der großen Filmfestivals sind jedoch Gründungen der späten 1940er Jahre und 1950er Jahre. Dazu gehören nicht nur Festivals in Europa wie das Internationale Filmfestival Karlovy Vary (Karlsbad) und das Filmfestival von Locarno, sondern auch Festivals auf anderen Kontinenten wie das Festival Internacional de Cine de Mar del Plata in Südamerika oder das Kolkata Film Festival in Asien.
Die Festivals von Berlin, Cannes und Venedig gelten als die wichtigsten Filmfestivals weltweit. Ihre Preise haben für die Filmkunst einen ähnlichen Stellenwert wie die Oscars für das Mainstream-Publikum.
Viele Filmfestivals setzen Schwerpunkte nach
- inhaltlicher Thematik – Umweltfilm, Frauenfilm, Fahrradfilm,[1]
- Genre – Kurzfilmfestivals, Stummfilm, Fernsehfilm, oder
- Festivals mit Filmen regionaler Herkunft.

### Sektionen
Bei der Gestaltung von Filmfestivals haben sich bestimmte Sektionen herausgebildet, die sich jedoch nicht bei allen Festivals finden lassen.
Wettbewerbe teilen sich häufig in internationale und nationale Wettbewerbe sowie in Wettbewerbe nach Filmgenres. Oft werden sie von einer Jury entschieden und enden mit der Verleihung von Filmpreisen. In so genannten Panorama-Sektionen werden Filme außerhalb des Wettbewerbs gezeigt.
Tributes und Retrospektiven widmen sich beispielsweise einem bestimmten Regisseur oder einer Regisseurin. Länder-Schwerpunkte werden manchmal als Fokus bezeichnet.
Für Branchenvertreter findet oft ein Filmmarkt statt. Dessen Filme finden sich im Katalog des jeweiligen Festivals.
Viele Filmfestivals veranstalteten Rahmenprogramme mit weiteren kulturellen Veranstaltungen, Podiumsdiskussionen, Konferenzen und Fortbildungsseminaren für Filmschaffende.

### Klassifikation
Der internationale Filmproduzentenverband Fédération Internationale des Associations de Producteurs de Films (FIAPF) versteht sich als weltweite Schnittstelle zwischen Filmfestivals und der Filmindustrie und bescheinigt internationalen Filmfestivals die Erfüllung bestimmter Auflagen (= Akkreditierung). Die jährlichen FIAPF-Listen akkreditierter Festivals werden allgemein als Maßstab für die internationale Bedeutung eines Filmfestivals gesehen.
Die FIAPF unterscheidet diese Kategorien:
- Festivals mit internationalem Wettbewerb (A-Festivals)
- Festivals mit spezialisiertem internationalen Wettbewerb
- Festivals ohne internationalen Wettbewerb
- Dokumentar- und Kurzfilmfestivals

Der internationale Filmkritiker-Verband Fédération Internationale de la Presse Cinématographique (FIPRESCI) vergibt auf ausgewählten Filmfestivals eigene Filmpreise. Das Vorhandensein eines FIPRESCI-Preises auf einem Filmfestival gilt auch als Indiz für das internationale Renommee des entsprechenden Festivals, insbesondere da die FIPRESCI auf teilweise anderen Veranstaltungen ihren Preis vergibt als auf jenen, die bei der FIAPF akkreditiert sind.

### Jüngere Entwicklung
Die European Coordination of Film Festivals (ECFF), die Interessenvertretung europäischer Filmfestivals mit Sitz in Brüssel, geht von bis zu 800 Filmfestivals in den Mitgliedstaaten der Europäischen Union aus, darunter ungefähr 160 Kurzfilmfestivals. Diese Schätzungen untertreiben, denn allein die französische Kurzfilmagentur Agence du court métrage zählt auf ihrem Internet-Portal le-court.com über 220 Kurzfilmfestivals allein in Frankreich.
Der weltweite Anstieg der Anzahl von Filmfestivals – ein Trend, der besonders seit den 1990er Jahren zu beobachten ist –, erklärt sich zum Teil durch das Aufkommen neuer digitaler Technologien in der Filmherstellung und -projektion (Videoprojektoren).
Dazu gehören auch die so genannten Independent-Filmfestivals. Deren Fokus auf Independentfilm als Unterscheidungsmerkmal zu herkömmlichen Festivals bleibt schwammig, da der Begriff Independentfilm in seiner ursprünglichen Bedeutung auf Filme zielt, die abseits der großen Hollywood-Studios produziert worden sind. In diesem Sinn zeigen die meisten Filmfestivals Independentfilme. Ein häufiges Merkmal von Independent-Filmfestivals ist eher das Fehlen eines etablierten Filmmarkts. Ein frühes Beispiel ist das US-amerikanische Sundance Film Festival (seit 1978), das mit dem Argument, es sei nicht mehr „independent“ genug, 1995 durch das Slamdance Film Festival ein konkurrierendes Independent-Filmfestival bekommen hat.
Eine weitere jüngere Entwicklung ist das Aufkommen von Festivals (insbesondere für Kurzfilme) im Internet, die eine Neubewertung des Begriffs Filmfestival herausfordern.

## A-Festivals
Als A-Festival gelten Filmfestivals mit internationalem Wettbewerb, die beim Filmproduzentenverband FIAPF akkreditiert sind.
Folgende A-Festivals sind 2023 bei der FIAPF akkreditiert:
| Ort           | Name                                             | seit | Zeitraum   | Hauptpreis         |
| ------------- | ------------------------------------------------ | ---- | ---------- | ------------------ |
| Berlin        | Internationale Filmfestspiele Berlin (Berlinale) | 1951 | Februar    | Goldener Bär       |
| Teheran       | Internationales Fajr-Filmfestival                | 1982 | Februar    | Kristall-Simorgh   |
| Cannes        | Festival International du Film                   | 1946 | Mai        | Goldene Palme      |
| Schanghai     | Internationales Filmfestival Shanghai            | 1993 | Juni       | Goldener Pokal     |
| Karlsbad      | Karlovy Vary International Film Festival         | 1946 | Juni/Juli  | Kristallglobus     |
| Locarno       | Festival Internazionale del film Locarno         | 1946 | August     | Goldener Leopard   |
| Venedig       | Mostra Internazionale del Cinema                 | 1932 | Aug./Sept. | Goldener Löwe      |
| San Sebastián | Festival Internacional de Cine de San Sebastián  | 1953 | September  | Goldene Muschel    |
| Tokio         | Tokyo International Film Festival                | 1985 | Oktober    | Tokyo Grand Prix   |
| Warschau      | Internationales Filmfestival Warschau            | 1985 | Oktober    | Warsaw Grand Prix  |
| Goa           | International Film Festival of India             | 1952 | November   | Goldener Pfau      |
| Mar del Plata | Festival Internacional de Cine de Mar del Plata  | 1954 | November   | Astor de Oro       |
| Tallinn       | Tallinn Black Nights Film Festival               | 1997 | November   | Tallinn Grand Prix |
| Kairo         | Cairo International Film Festival                | 1976 | Nov./Dez.  | Goldene Pyramide   |

## Filmfestivals in deutschsprachigen Ländern

### Deutschland
| Name                                   | Monat   |
| -------------------------------------- | ------- |
| Internationale Filmfestspiele Berlin   | Februar |
| Internationale Kurzfilmtage Oberhausen | Mai     |

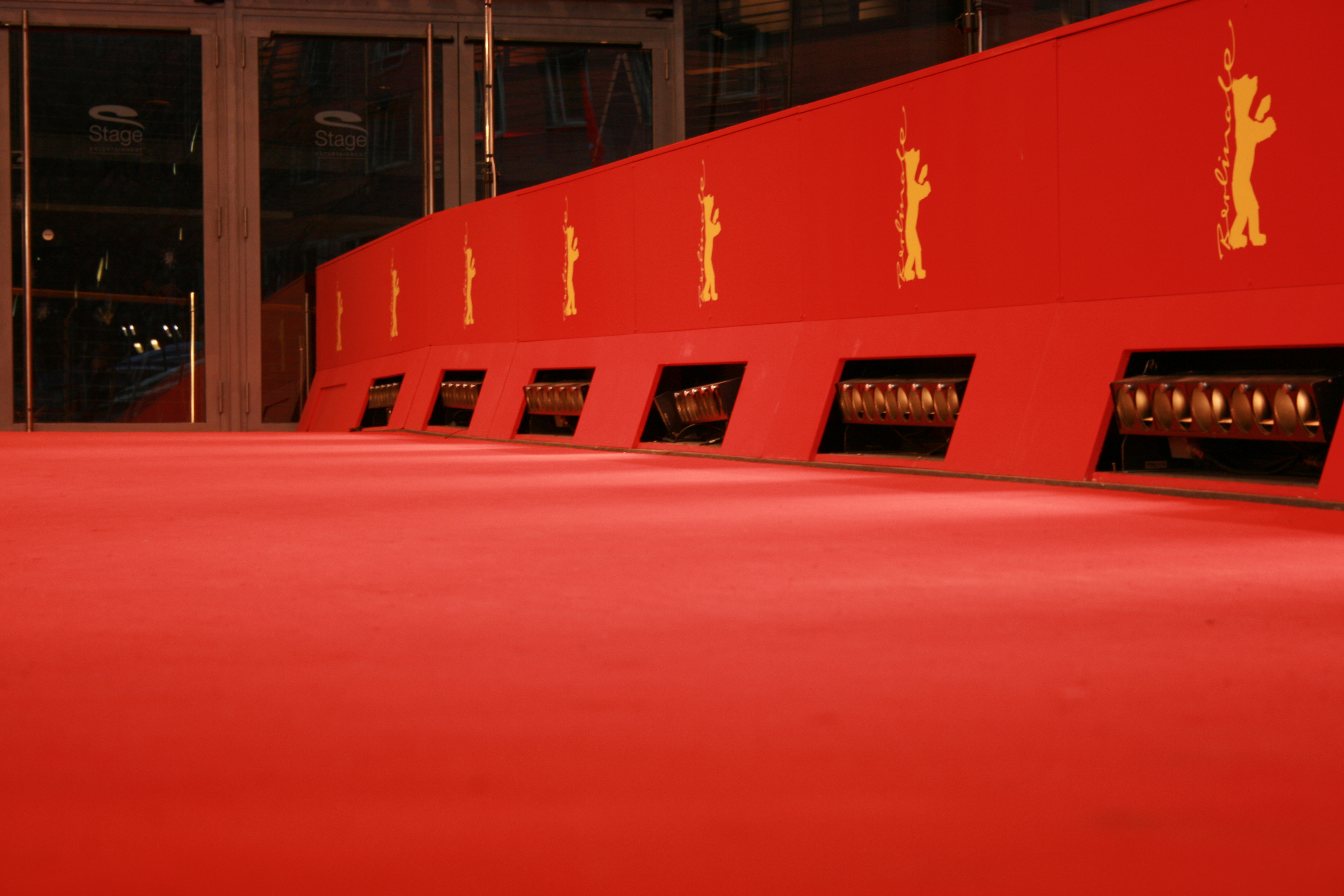
Seit dem Jahr 2000 wird während der Berlinale der rote Teppich am Berlinale-Palast ausgerollt.

Viele große Filmfestivals in Deutschland sind Gründungen der 1950er Jahre:
Die Berlinale im Februar jeden Jahres gilt als das wichtigste internationale Filmfestival in Deutschland und als eines der wichtigsten der Welt, auf Augenhöhe mit den A-Festivals von Cannes und Venedig. Sie findet seit 1951 in Berlin statt.
Was die Berlinale für den Spielfilm, das sind die Internationalen Kurzfilmtage Oberhausen im Mai für den Kurzfilm. Sie sind mit Gründungsjahr 1954 das weltweit älteste Kurzfilmfestival.
Das Internationale Filmfestival Mannheim-Heidelberg, gegründet 1952 in Mannheim als Kultur- und Dokumentarfilmwoche, ist seit 1994 durch Hinzunahme von Heidelberg ein Festival in zwei Städten. Es gilt als eines der international wichtigsten Filmfestivals für den Autorenfilm junger Filmemacher.
Das bedeutendste Festival für Dokumentar- und Animationsfilm in Deutschland ist seit 1955 das Filmfestival Leipzig.
Das Darsser Naturfilmfestival auf dem Darß in Vorpommern ist die bedeutendste Veranstaltung ihrer Branche, auf welcher der Deutsche Naturfilmpreis vergeben wird.
Die Nordischen Filmtage in Lübeck sind seit 1956 eines der weltweit größten Festivals für skandinavische Filme außerhalb Skandinaviens sowie für Filme aus dem Baltikum und aus Schleswig-Holstein.

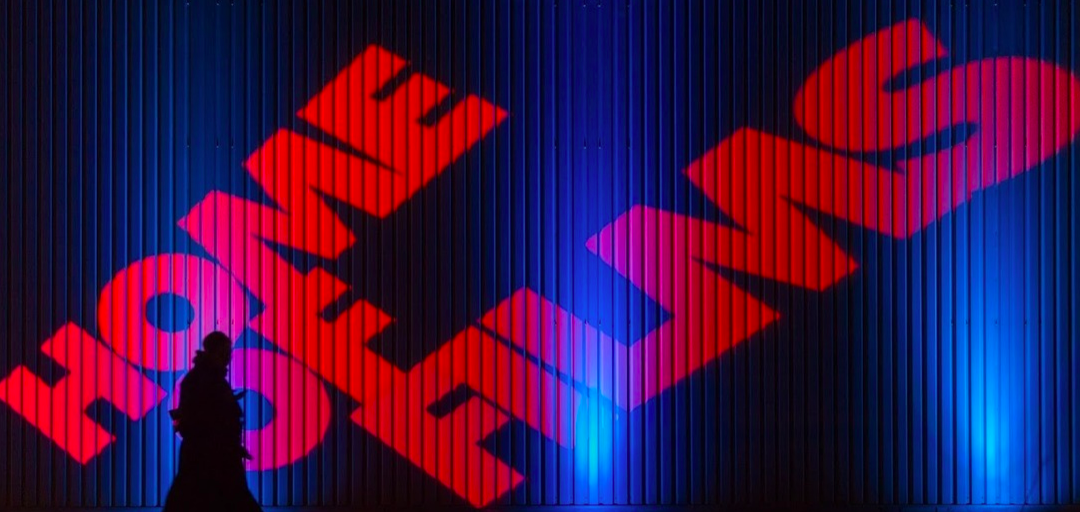
Logo der Internationalen Hofer Filmtage

Die Internationalen Hofer Filmtage behandeln alljährlich im Oktober vor allem deutsche Filmerstaufführungen, aber auch ausländische Weltpremieren und finden in Hof (Saale) statt. Die Filme werden in zwei Kinos, dem Central Kino und dem Scala Filmtheater gezeigt. Das 1968 gegründete Festival zählt damit zu den wichtigsten deutschen Filmfestivals. Preise für die besten Werke sind dabei unter anderem der Förderpreis Neues Deutsches Kino und der Filmpreis der Stadt Hof.
Das Filmfestival Max Ophüls Preis in Saarbrücken findet seit 1980 alljährlich im Januar statt. Es gilt als das wichtigste Nachwuchsfilmfestival im deutschsprachigen Raum.
1982 gegründet, zunächst in zweijährigem Rhythmus und seit 2005 jährlich stattfindend, zeigt das Trickfilmfestival Stuttgart die besten Kurz- und Langfilme sowie Serien im Bereich Animation. Die besten unter ihnen werden in verschiedenen Wettbewerbskategorien ausgezeichnet. Es ist eines der weltweit größten und wichtigsten Festivals für den Animationsfilm.
Das 1983 gegründete Filmfest München mit Schwerpunkt Spielfilm ist im Sommer eines der Filmfestivals mit den höchsten Besucherzahlen in Deutschland. Seit 1985 gibt es in München auch das Internationale Dokumentarfilmfestival München, das sich zum bundesweit größten Festival für den langen Dokumentarfilm entwickelte.
Seit den 1990er Jahren gab es in Deutschland parallel zur Digitalisierung des Films eine Zunahme an neuen Filmfestivals. Auf Filmgeschichte spezialisiert ist CineFest – Internationales Festival des deutschen Film-Erbes, das 2004 aus dem seit 1988 veranstalteten Internationalen Filmhistorischen Kongressen von CineGraph – Hamburgisches Centrum für Filmforschung und Filmarchiv des Bundesarchivs entstand.
Seit 1991 findet das Filmfest Hamburg statt, das sich auf das internationale Kino konzentriert.
Ebenfalls 1991 wurde die Cologne Conference gegründet, welche sich zu einem der weltweit größten internationalen TV-Festivals entwickelte. Nach der zunehmenden Entwicklung hin zum Filmfestival wurde sie 2016 in Film Festival Cologne umbenannt. Der Fokus des Festivals liegt heute auf internationalen Spielfilmen und dem Wettbewerb um den Filmpreis NRW.
Das Dokumentarfilmfestival fand bereits zu DDR-Zeiten im mecklenburgischen Neubrandenburg statt und wird seit 1992 unter dem Namen DokumentART weitergeführt.
Das Japanische Filmfestival Nippon Connection wurde im Jahr 2000 in Frankfurt am Main gegründet und ist mit rund 100 Filmen und 19.000 Zuschauern eine der größten Plattformen für japanischen Film weltweit.
Eine Veranstaltung für junge Filmkunst ist das seit 2004 in Rostock ausgerichtete Festival im Stadthafen.
Seit 2005 findet in Ludwigshafen am Rhein das Festival des deutschen Films statt. Die Filme werden im Sommer in Kinozelten auf einer Rheininsel gezeigt.
Das International Cycling Film Festival wurde im Jahr 2006 in Bochum gegründet und zeigt Kurzfilme, die das Fahrrad zum Thema haben. Seit 2009 findet es alljährlich in den Flottmann-Hallen in Herne statt. Das ICFF hat weitere feste Spielorte in Polen, den Niederlanden und in Kosovo. Sein Filmpreis, die Goldene Kurbel, ist der älteste Filmpreis für Fahrradfilme weltweit.

### Österreich
| Name                   | Monat   |
| ---------------------- | ------- |
| Filmfestival Kitzbühel | August  |
| Viennale               | Oktober |

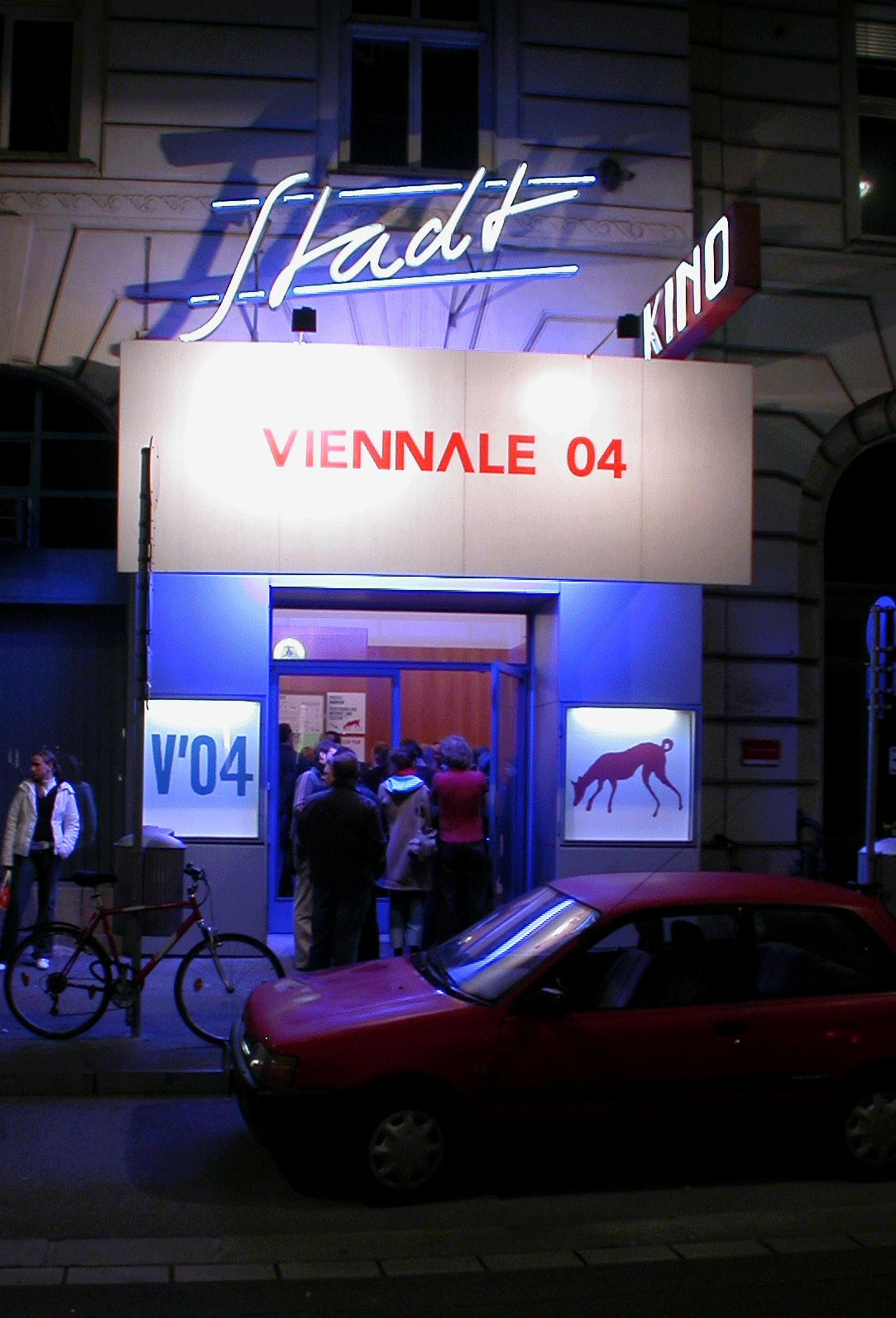
Wiener Stadtkino während der Viennale

Das älteste und zugleich größte Filmfestival in Österreich ist die 1960 gegründete Viennale in Wien. 2007 besuchten 91.700 Personen dieses bei der FIAPF akkreditierte internationale Filmfestival Österreichs.
Das wichtigste Festival für inländische Produktionen ist seit 1993 die Diagonale, die seit 1998 jährlich im März in Graz stattfindet.
Das größte Kurzfilmfestival ist seit 2004 Vienna Shorts in Wien.
Insgesamt wird die Anzahl von Filmfestivals in Österreich auf über fünfundzwanzig geschätzt.

### Schweiz
| Name                                     | Monat  |
| ---------------------------------------- | ------ |
| Internationales Filmfestival von Locarno | August |

Eines der weltweit bedeutendsten Filmfestivals findet in der Schweiz statt: das Internationale Filmfestival von Locarno. Mit Gründungsjahr 1946 ist es zugleich das älteste internationale Filmfestival in der Schweiz. Hauptpreis ist der Goldene Leopard. Das inzwischen zweitgrößte Filmfestival der Deutschschweiz ist das internationale Filmfestival in Zürich. 2005 wurde das Zurich Film Festival gegründet. Hauptpreis ist das Goldene Auge. Mit dem Lucerne International Film Festival kam ein weiteres Mitglied dazu. Es wurde 2011 neu gegründet und spielt in der Stadt Luzern internationale und nationale sowie unabhängige Filme. Es findet jeweils im Oktober statt. Der Hauptpreis ist aus Kristallglas gefertigte Löwendenkmal Luzern.
Das älteste und wichtigste Festival für Filme aus der Schweiz sind die Solothurner Filmtage im Januar. Sie fanden 1967 das erste Mal statt. Seit 1998 wird in Solothurn der Schweizer Filmpreis verliehen.
Das größte schwullesbische Filmfestival der Schweiz Pink Apple findet jährlich im Monat Mai statt
und wurde 1998 zum ersten Mal in Frauenfeld und ab 2000 zum ersten Mal in Frauenfeld und Zürich veranstaltet.
Zwischen 1995 und 2009 im Zweijahresrhythmus, ab 2009 jährlich findet in Baden jeweils im September Fantoche, ein internationales Filmfestival für Animationsfilme, statt. Nebst Künstlern aus der ganzen Welt in einem internationalen Wettbewerb bietet es auch dem schweizerischen Schaffen im Bereich Schweizer Wettbewerb eine wichtige Plattform.
Insgesamt wird die Anzahl von Filmfestivals in der Schweiz auf über vierzig geschätzt.

## Filmfestivals im übrigen Europa

### Frankreich
| Name                                     | Monat |
| ---------------------------------------- | ----- |
| Internationale Filmfestspiele von Cannes | Mai   |

Die Internationalen Filmfestspiele von Cannes gelten als Inbegriff eines A-Festivals. Sie fanden 1946 erstmals statt.
Gemessen an den Zuschauerzahlen kommt in Frankreich an zweiter Stelle das Festival du Court-Métrage de Clermont-Ferrand (seit 1982), eines der weltweit führenden Kurzfilmfestivals. Sein Gegenstück für Animationsfilme ist das 1960 gegründete Festival d’Animation Annecy.
Die Rencontres Cinémas d’Amérique Latine in Toulouse (seit 1989) sind auf lateinamerikanische Filme spezialisiert, während sich das Festival du cinéma nordique in Rouen seit 1988 Filmen aus den nordischen und baltischen Ländern widmet.

### Griechenland
| Name                                      | Monat    |
| ----------------------------------------- | -------- |
| Internationales Filmfestival Thessaloniki | November |

Das bedeutendste griechische Filmfestival findet seit 1960 in Thessaloniki statt und zeigt Filme neuer Regisseure. Das Filmfestival von Thessaloniki wird seit 1960 veranstaltet, seit 1993 gibt es auch eine Retrospektive die in jedem Jahr einem Gesamtwerk gewidmet ist. Die Veranstaltung gilt als nahezu A-Filmfestival, besitzt offiziell eine solche Auszeichnung der FIAPF nicht.
Mit dem International Short Film Festival in Drama gibt es seit 1978 auch ein großes Kurzfilmfestival in Griechenland, das seit 1995 jährlich veranstaltet wird. In Athen existiert seit 1988 ein internationales Festival namens Panorama of European Cinema. Auf der Insel Rhodos wird mit dem Ecofilms - Rodos International Films + Visual Arts Festival ein Festival des Umweltfilms veranstaltet.

### Italien
| Name                                      | Monat      |
| ----------------------------------------- | ---------- |
| Internationale Filmfestspiele von Venedig | Aug./Sept. |
| Torino Film Festival                      | November   |
| Courmayeur Noir in Festival               | Dezember   |

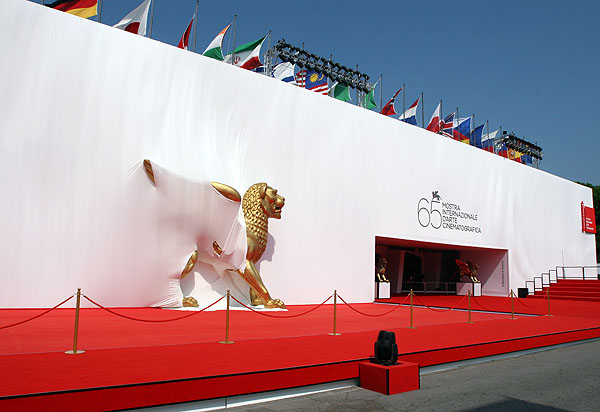
Festivalpalais mit Goldener-Löwe-Statuette in Venedig (2008)

Die Internationalen Filmfestspiele von Venedig sind gleich bedeutend mit jenen von Cannes. Sie gelten mit Gründungsjahr 1932 als weltweit ältestes Filmfestival.
Das Torino Film Festival in Turin fand 1982 erstmals statt und zeigt im internationalen Wettbewerb Filme neuer Regisseure.
Im französischsprachigen Aostatal wird seit 1991 das Courmayeur Noir in Festival veranstaltet, das auf Mystery-Filme und Polizeifilme spezialisiert ist.
Bedeutende neue Filmfestivals in Italien sind das Festival del Cinema Europeo in Lecce (seit 2000) und das Taormina BNL FilmFest in Sizilien (seit 1999). BNL steht für eine gleichnamige italienische Bankengruppe.
Die „Bozner Filmtage“ finden seit 1986 in Bozen, Südtirol, statt und zeigen Spiel- und Dokumentarfilme aus Italien, Österreich, Deutschland und der Schweiz. Sie firmieren nunmehr unter dem Label Bolzano Filmfestival Bozen. Seit 2003 werden der beste Spielfilm und der beste Dokumentarfilm im internationalen Wettbewerb prämiert. Außerdem vergibt die Stadt Bozen einen Publikumspreis.

### Nordeuropa
Siehe auch: Listen der Filmfestivals in Dänemark, in Finnland, in Norwegen und in Schweden
| Name                                      | Monat    |
| ----------------------------------------- | -------- |
| Tampere International Short Film Festival | März     |

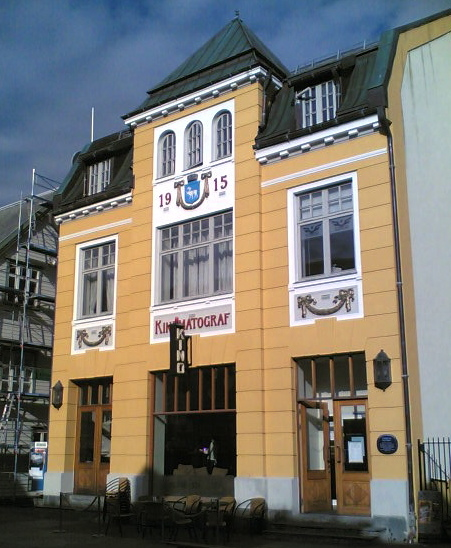
Verdensteatret, Norwegens ältestes Kino, ist Spielstätte des Tromsø Internasjonale Filmfestival.

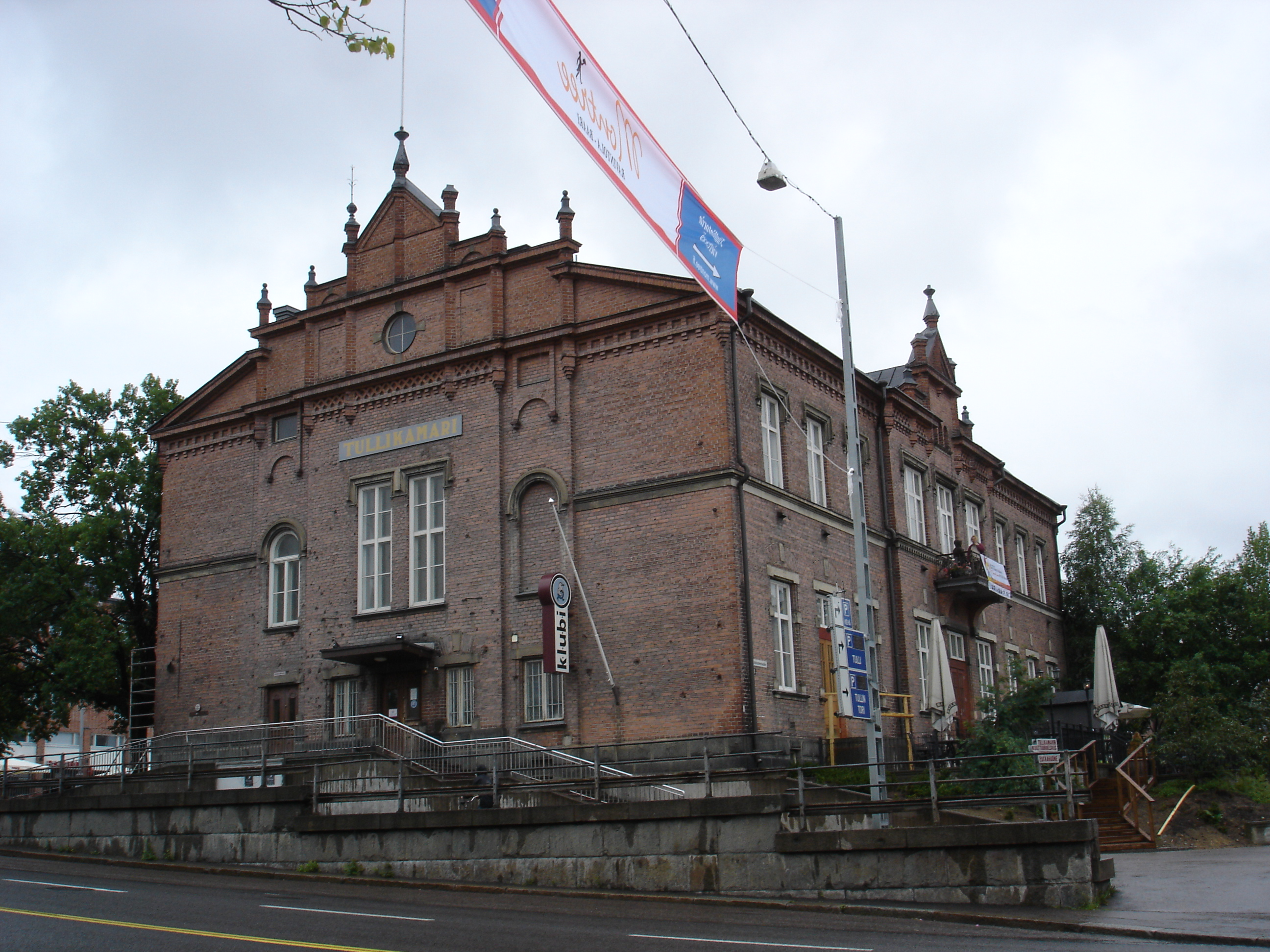
Altes Zollhaus in Tampere, eine Hauptspielstätte des Tampere International Short Film Festival

| Den norske filmfestivalen                 | August   |
| Stockholm International Film Festival     | November |

Den norske filmfestivalen (seit 1973) in der norwegischen Stadt Haugesund zeigt Filme, die neue kinematografische Entwicklungen widerspiegeln. Das Norsk filminstitutt vergibt auf dem 1991 gegründeten Tromsø Internasjonale Filmfestival im nördlichen Tromsø, Norwegens größtes Filmfestival, jährlich seinen Hauptpreis Aurora. In Oslo existiert mit Film fra Sør ein gleich altes Festival für Filme von außerhalb Europas und Nordamerikas. Das Samische Filmfestival in Kautokeino legt seinen Schwerpunkt auf Filme von und für das Volk der Samen.
In Schweden ist das Stockholm International Film Festival, gegründet 1990, von Bedeutung. Dieses Festival hat, wie etwa die Viennale in Wien, keinen internationalen Wettbewerb. Älter ist das 1979 ins Leben gerufene Göteborg Film Festival in Göteborg. In Malmö findet jährlich seit 1984 das internationale Kinder- und Jugendfilmfestival BUFF Filmfestival statt.
Das Tampere International Short Film Festival (seit 1969) in Finnland zählt zu den weltweit wichtigsten Kurzfilmfestivals. Ein weiteres Filmfestival in Finnland ist das Midnight Sun Film Festival, das 1986 von Aki und Mika Kaurismäki gegründet wurde.
Das älteste Filmfestival in Dänemark ist das 1975 gegründete Odense Internationale Film Festival, ein internationales Kurzfilmfestival in Odense auf Fünen. Das Kopenhagener Filmfestival CPH:PIX von 2009 ging unter anderem aus dem Copenhagen International Film Festival hervor. Det Danske Filminstitut fördert die Präsentation dänischer Filme auf in- und ausländischen Filmfestivals.
In Island gibt es aufgrund der überschaubaren Bevölkerungszahl und Abgelegenheit des Inselstaats namhaft nur das Reykjavík International Film Festival (RIFF) in der Hauptstadt Reykjavík. Es fand erstmals 2005 statt und wird getragen von einer Nonprofit-Organisation und vielen internationalen freiwilligen Helfern. Inhaltlich fokussiert es auf unabhängige Filmproduktionen weltweiter Herkunft, wobei sowohl Dokumentarfilme als auch Spielfilme ihren Platz haben. Das RIFF beginnt jeweils Ende September und geht über elf Tage.

### Benelux-Länder
| Name                                                | Monat     |
| --------------------------------------------------- | --------- |
| Brussels International Fantastic Film Festival      | März      |
| Festival International de Film Francophone de Namur | September |
| Flanders International Film Festival Ghent          | Oktober   |

Das Brussels International Fantastic Film Festival in Brüssel wurde 1983 gegründet und zeigt Fantasyfilme und Sciencefiction-Filme.
Das Flanders International Film Festival Ghent (seit 1974) in der belgischen Stadt Gent legt die Betonung auf Musik in Filmen.
Ebenfalls in Belgien, in Namur, findet seit 1986 das Festival International de Film Francophone de Namur für französischsprachige Filme statt. Das Afrika-Filmfestival (seit 1996) in der belgischen Stadt Löwen ist auf afrikanische Filme spezialisiert.
Ein wichtiges Filmfestival in den Niederlanden ist das 1972 gegründete International Film Festival Rotterdam.
Cinekid, eine der weltweit größten Filmveranstaltungen für Kinder, findet seit 1987 in Amsterdam statt, mit etwa 30 Satelliten-Festivals in weiteren niederländischen Städten. Ebenfalls in Amsterdam findet seit 1988 das International Documentary Film Festival Amsterdam statt, das als größtes Dokumentarfilmfestival der Welt gilt.
Das Cinénygma Luxembourg International Film Festival ist das bekannteste Filmfestival in Luxemburg. Es existiert seit 1997 und ist auf Fantasyfilm spezialisiert.

### Portugal
| Name                                        | Monat |
| ------------------------------------------- | ----- |
| Festróia – Festival Internacional de Cinema | Mai   |

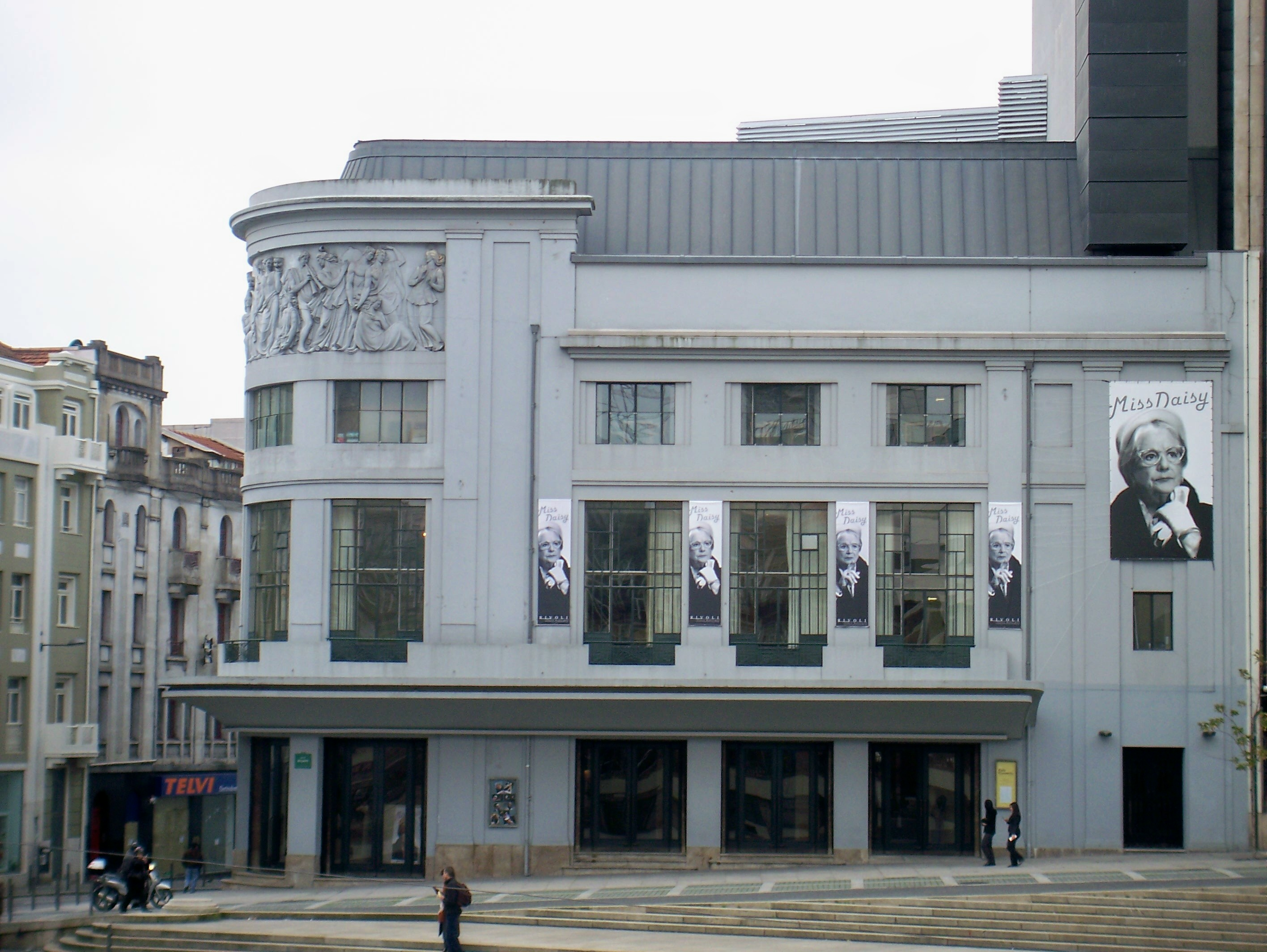
Fantasporto-Festivalspielstätte Teatro Rivoli in Porto

Die Besonderheit von Festróia im portugiesischen Setúbal ist es, dass im internationalen Wettbewerb nur Filme laufen, die aus Ländern stammen, in denen höchstens dreißig Spielfilme pro Jahr produziert werden. Das erste Festival fand im Jahr 1985 statt.
Als wichtigste Kurzfilmfestivals in Portugal gelten Curtas Vila do Conde in Vila do Conde (seit 1993) und Corta! in Porto (seit 2003).
Das seit 2003 jährlich im Herbst stattfindende Doclisboa ist das einzige reine Dokumentarfilm-Festival in Europa, und das Fantasporto ist seit seiner Gründung 1981 eines der weltweit größten Festivals für Fantasyfilme. Eines der größten Festivals in Portugal ist das (2004 gestartete) Lissabonner Independentfilm-Festival IndieLisboa. Seit 1995 findet in Seia mit dem CineEco eines der wenigen Festivals des Umweltfilms in Europa statt. Seit 1988 widmet sich das Festival Caminhos do Cinema Português in Coimbra dem Portugiesischen Film.

### Spanien
| Name                                                              | Monat     |
| ----------------------------------------------------------------- | --------- |
| Festival Internacional de Cine Cinema Jove                        | Juni      |
| San Sebastián International Film Festival                         | September |
| Mostra de Valencía – Cinema del Mediterrani                       | Oktober   |
| Sitges Festival Internacional de Cinema de Catalunya              | Oktober   |
| Festival Internacional de Cine de Gijón                           | Nov./Dez. |
| Zinebi - Festival Internacional de Cine Documental y Cortometraje | Nov./Dez. |

Spanien weist die höchste Dichte an von der FIAPF anerkannten Filmfestivals auf: Gleich sechs Festivals sind beim internationalen Filmproduzentenverband akkreditiert.
Das 1953 gegründete San Sebastián International Film Festival in der spanischen Stadt San Sebastián ist ein A-Festival.
Ebenfalls eine relativ frühe Gründung ist Zinebi – Festival Internacional de Cine Documental y Cortometraje, das Dokumentar- und Kurzfilm-Festival von Bilbao (seit 1959).
Filme für junge Menschen werden seit 1963 beim Festival Internacional de Cine de Gijón gezeigt. Gijón ist eine Hafenstadt an der spanischen Nordküste.
Das Sitges Festival Internacional de Cinema de Catalunya, seit 1968 in Sitges, zeigt im internationalen Wettbewerb ausschließlich Fantasyfilme.
In Valencia finden gleich zwei bedeutende Filmfestivals statt: Die Mostra de Valencía – Cinema del Mediterrani existiert seit 1980 und zeigt im internationalen Wettbewerb Filme aus Mittelmeerländern, während das seit 1985 bestehende Festival Internacional de Cine Cinema Jove auf Filme neuer Regisseure spezialisiert ist.
Das Filmfestival Málaga (Festival de Málaga Cine en Español) zeigt Spielfilme, Kurzfilme, Animations- und Dokumentarfilme mit spanischem und lateinamerikanischem Bezug. Es wurde 1998 gegründet und ist Mitglied des FAPAE.
Nicht bei der FIAPF akkreditiert ist das 1956 gegründete Valladolid International Film Festival in der Hauptstadt von Kastilien-León.

### Vereinigtes Königreich und Irland
| Name                               | Monat     |
| ---------------------------------- | --------- |
| The Times bfi London Film Festival | Okt./Nov. |

Das The Times bfi London Film Festival (seit 1956) in London wird vom British Film Institute mitorganisiert. Es hat keinen internationalen Wettbewerb.
Ein Indiz für die wachsende Anzahl neuer Filmfestival (auch) im Vereinigten Königreich seit den 1990er Jahren ist die Herausgabe eines eigenen Leitfadens („How to Set Up a Film Festival“) durch das British Film Institute im Jahr 2001.
In Irland ist das internationale Cork Film Festival das älteste Festival (seit 1956).

### Ostmitteleuropa
Siehe auch: Listen der Filmfestivals in Kroatien, in Polen, in Ungarn, in der Slowakei, in Slowenien und in Tschechien
| Name                                      | Monat     |
| ----------------------------------------- | --------- |
| Krakowski Festiwal Filmowy                | Mai/Juni  |
| Transilvania International Film Festival  | Mai/Juni  |
| Internationales Filmfestival Karlovy Vary | Juni/Juli |
| Internationales Filmfestival Warschau     | Oktober   |
| PÖFF                                      | Nov./Dez. |

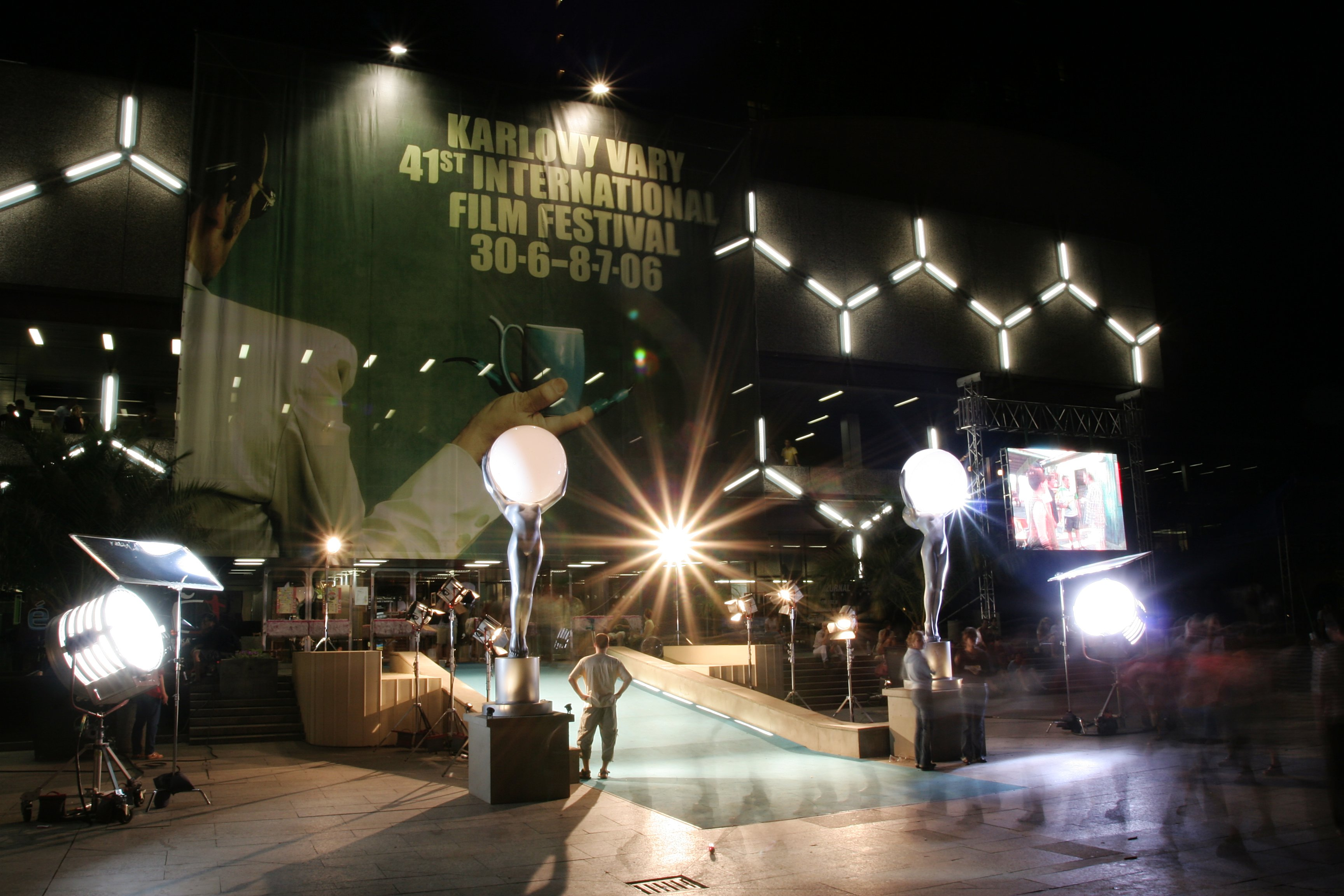
Internationales Filmfestival Karlovy Vary 2006

In Ostmitteleuropa gibt es mit dem Internationalen Filmfestival Karlovy Vary in der tschechischen Stadt Karlsbad ein A-Festival, das bereits 1946 gegründet wurde.
In Krakau wurde 1961 das Krakowski Festiwal Filmowy und damit eines der weltweit führenden Festivals für Dokumentarfilme, Kurzfilme und Animationsfilme etabliert. Das Internationale Filmfestival Warschau in der polnischen Hauptstadt existiert seit 1985 und ist auf Erst- und Zweitfilme spezialisiert.
Im kroatischen Pula existiert seit 1954 das Pula Film Festival, bei dem Filme in der ehrwürdigen Arena von Pula gezeigt werden. Das Festivalprogramm besteht aus einem offiziellen Wettbewerbsprogramm des einheimischen Langspielfilms (dem Hauptprogramm des nationalen Films), einem internationalen Programm, einem Retrospektivenprogramm und Begleitprogrammen. Das Split Film Festival in Kroatien (seit 1996) ist auch unter dem Namen International Festival of New Film bekannt. Ein kleines kroatisches Filmfestival ist das Motovun Film Festival (erstmals 1999).
Slowenien besitzt mit dem Ljubljana International Film Festival seit 1990 ein größeres Filmfestival.
In der Slowakei gibt es mit dem International Film Festival Bratislava erst seit 1999 ein bedeutendes Filmfestival.
Im Estland findet seit 1997 das Filmfestival der blinden Nächte (PÖFF) statt.

### Osteuropa
| Name                                                                       | Monat     |
| -------------------------------------------------------------------------- | --------- |
| Moscow International Film Festival                                         | Juni/Juli |
| Message to Man – International Documentary, Short & Animated Film Festival | Juli      |
| Molodist International Film Festival                                       | Oktober   |

Das Moscow International Film Festival ist mit Gründungsjahr 1935 das zweitälteste A-Festival der Welt.
Seit 1970 gibt es in Kiew mit dem Molodist International Film Festival ein auf Filme junger Regisseure und Studentenfilme spezialisiertes Festival.
Message to Man wurde 1988 in Sankt Petersburg als Festival für Dokumentarfilme gegründet. Seit 1994 laufen auch Kurzfilme und Animationsfilme im internationalen Wettbewerb.

### Südosteuropa und Türkei
| Name                                 | Monat   |
| ------------------------------------ | ------- |
| International Istanbul Film Festival | April   |
| Sarajevo Film Festival               | August  |
| Filmfestival in Antalya              | Oktober |

Das 1995 noch während der Belagerung von Sarajevo erstmals abgehaltene Sarajevo Film Festival ist auf Filme vom Balkan spezialisiert.
In Cluj-Napoca, der drittgrößten Stadt Rumäniens, gibt es seit 2002 das Transsilvania International Film Festival, dessen internationaler Wettbewerb auf Erst- und Zweitfilme spezialisiert ist.
Das Sofia International Film Festival in Bulgarien existiert seit 1997.
Die bedeutendsten Filmfestivals in der Türkei sind das 1964 gegründete Filmfestival in Antalya und das 1982 gegründete International Istanbul Film Festival.

## Filmfestivals in Afrika
| Name                              | Monat     |
| --------------------------------- | --------- |
| Cairo International Film Festival | Nov./Dez. |

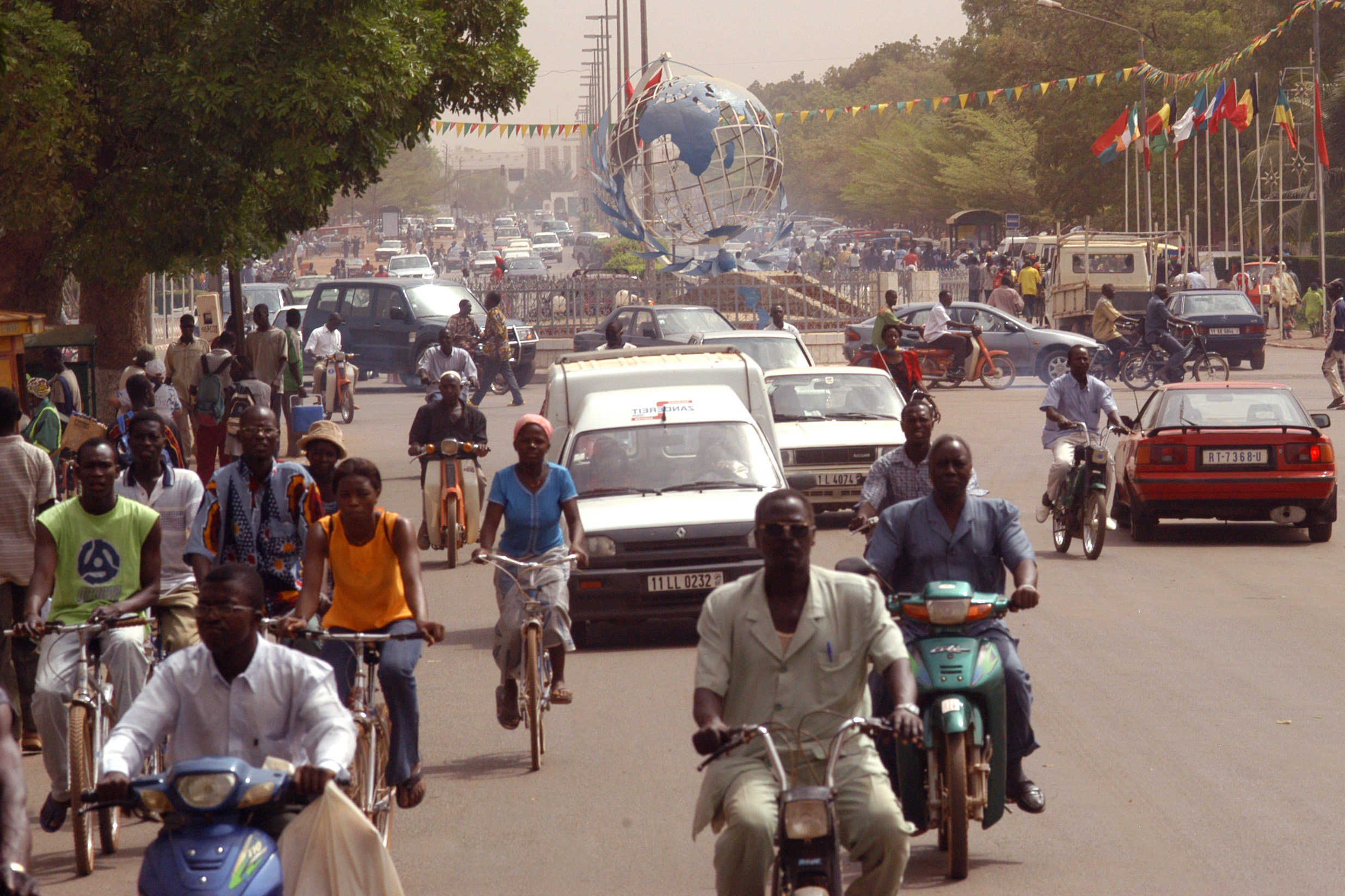
Eingang zum FESPACO-Gebäude (hinter den Fahnen, rechts), Ouagadougou

Afrika besitzt mit dem Cairo International Film Festival ein A-Festival. Es wurde 1976 zum ersten Mal veranstaltet.
Eines der bedeutendsten Festivals für afrikanisches Kino ist das Festival panafricain du cinéma et de la télévision de Ouagadougou (Kurzform: FESPACO). Austragungsort des bereits 1969 gegründeten Festivals ist Ouagadougou, die Hauptstadt Burkina Fasos.
Das älteste Filmfestival in Afrika ist das Carthage Film Festival in Tunesien (seit 1966).
1997 gegründet wurde das Zanzibar International Film Festival in Sansibar in Tansania, das auf Filme aus den so genannten Dau-Ländern (also Ostafrika, die Staaten um den Persischen Golf und am indischen Subkontinent sowie die Inseln im Indischen Ozean) spezialisiert ist.
Das seit 2004 in der marokkanischen Stadt Salé veranstaltete Festival international du film de femmes de Salé widmet sich Filmen, die von Frauen gedreht wurden.
Von 2006 bis 2012 beheimatete die mosambikanische Hauptstadt Maputo das Dockanema, ein Festival für den Dokumentarfilm.

## Filmfestivals in Amerika

### Nordamerika
| Name                                | Monat      |
| ----------------------------------- | ---------- |
| World Film Festival                 | Aug./Sept. |
| Toronto International Film Festival | September  |
| AFI Fest                            | November   |

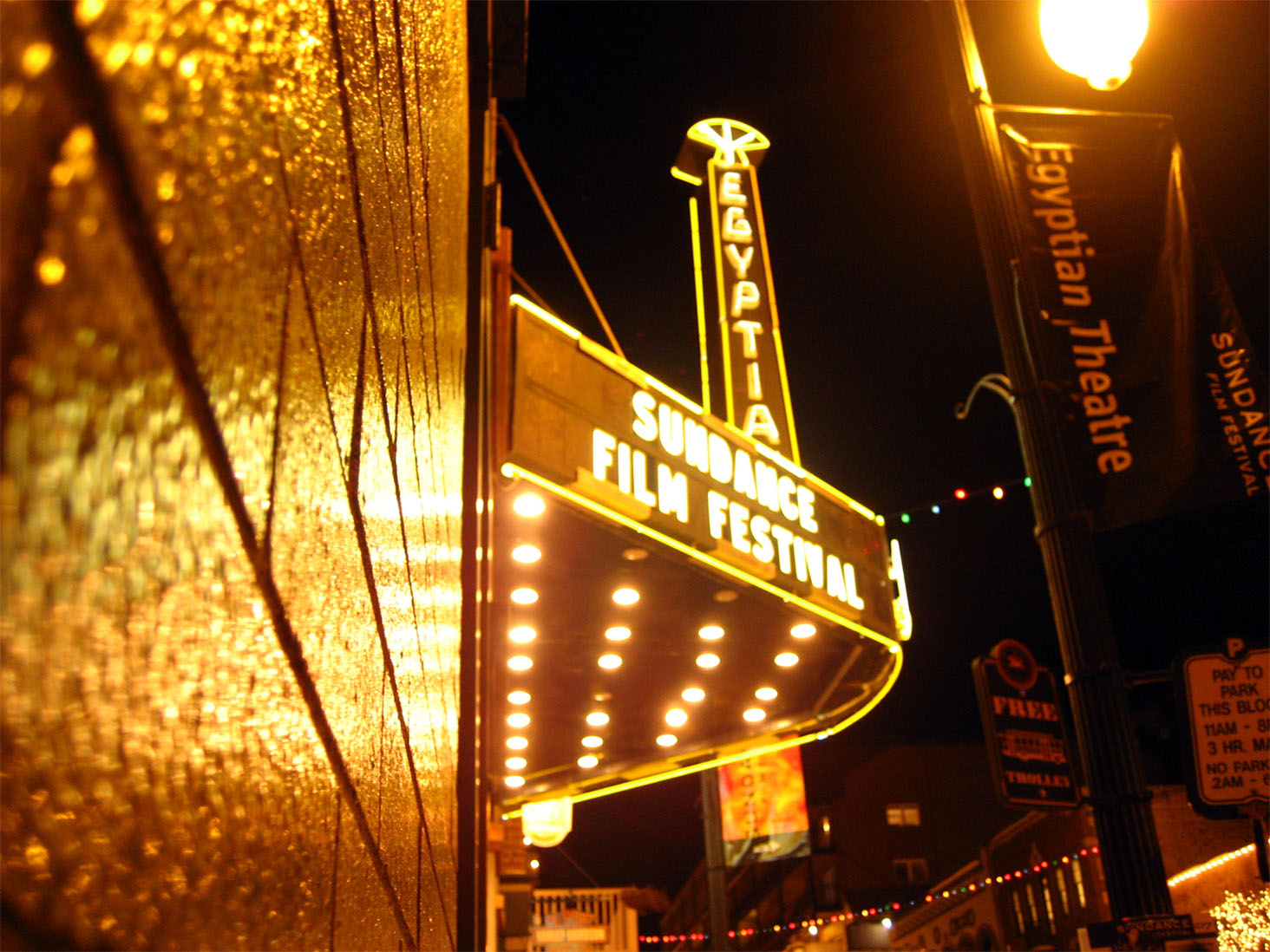
Seit Beginn nutzt das Sundance Film Festival das Mary G. Steiner Egyptian Theatre in Park City.

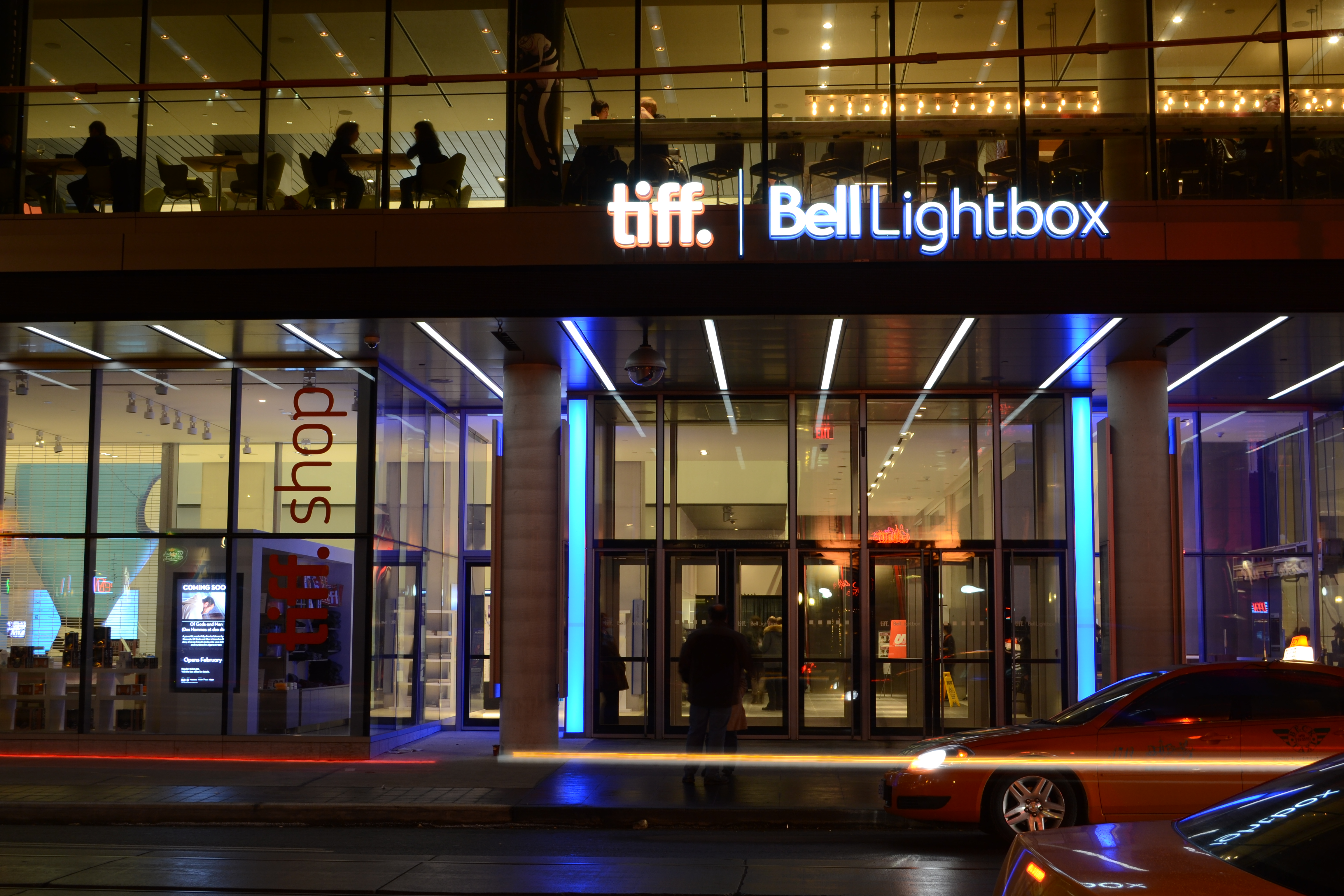
Die Bell Lightbox ist seit 2010 das Hauptgebäude des Toronto International Film Festivals.

Das 1986 ins Leben gerufene AFI Fest in Los Angeles ist das Filmfestival des American Film Institute. Der Schwerpunkt des internationalen Wettbewerbs liegt auf Dokumentarfilmen sowie Erst- und Zweitfilmen.
Als ältestes nordamerikanisches Filmfestival gilt das San Francisco International Film Festival. Es wurde 1957 erstmals veranstaltet. Im Hauptwettbewerb laufen Dokumentar-, Kurz-, Animations- und Experimentalfilme sowie Filme von Jugendlichen und Fernsehfilme.
Das Palm Springs International Film Festival ist eines der größten Filmfestivals in Nordamerika.
Das Miami International Film Festival (seit 1984) ist bekannt für seinen Wettbewerb für lateinamerikanische Filme.
Das nicht spezialisierte wichtige Chicago International Film Festival existiert seit 1965.
Zu den bekanntesten US-amerikanischen Festivals für Independentfilme zählt das mit dem Namen Robert Redford verbundene Sundance Film Festival. Es wurde 1978 gegründet und findet jeweils im Januar in den Städten Park City und Salt Lake City in Utah statt. Eine Gegenveranstaltung zum Sundance Film Festival ist seit 1995 das Slamdance Film Festival.
Das Tribeca Film Festival im gleichnamigen Viertel von New York City wurde 2002 von Robert De Niro mitbegründet.
Das Berlin & Beyond Film Festival in San Francisco ist ein wichtiges deutschsprachiges Filmfestival außerhalb Europas.
In Kanada gibt es mit dem World Film Festival von Montreal (seit 1977) das einzige A-Festival Nordamerikas. Das Canadian Student Film Festival, mit Gründungsjahr 1969 das älteste kanadische Filmfestival, findet seit 1985 im Rahmen des World Film Festivals statt.
Das Toronto International Film Festival (seit 1976) ist ein bedeutendes Festival ohne internationalen Wettbewerb und mit Affinität zum Hollywood-Kino. Ebenfalls in Toronto existiert seit 1993 mit Hot Docs eines der größten internationalen Dokumentarfilm-Festivals Nordamerikas. Für Dokumentarfilme und asiatische Filme von Bedeutung ist das Vancouver International Film Festival.
Das Festival international du film sur l’Art (FIFA) in Montreal wurde 1981 ins Leben gerufen und ist eines der bedeutendsten internationalen Wettbewerbe für Filme über Kunst.
Zu den wichtigsten Filmfestivals in Mexiko zählen das Festival Internacional de Cine en Guadalajara (seit 1986, in Guadalajara) mit Wettbewerben für lateinamerikanische und mexikanische Filme und das Festival Internacional de Cine Contemporáneo de la Ciudad de México (seit 2004, in Mexiko-Stadt).

### Südamerika
| Name                                            | Monat    |
| ----------------------------------------------- | -------- |
| Festival Internacional de Cine de Mar del Plata | November |
| Festival de Cine de Bogotá                      | Oktober  |
| Mostra Internacional de Cinema de São Paulo     | Oktober  |

Das Festival Internacional de Cine de Mar del Plata im argentinischen Seebad Mar del Plata ist das einzige A-Festival Südamerikas. Es ist mit Gründungsjahr 1954 das älteste Filmfestival der Region. In der argentinischen Hauptstadt gibt es seit 1999 das Buenos Aires Festival Internacional de Cine Independiente.
Das Internationale Festival des Neuen Lateinamerikanischen Films findet seit 1979 alljährlich in Kuba statt.
Das Festival de Cine de Bogotá (seit 1984) war zunächst auf kolumbianische Filme spezialisiert und ist heute ein wichtiges internationales Festival für neue Regisseure. Ebenfalls auf neue Regisseure spezialisiert ist das 1977 erstmals abgehaltene São Paulo International Film Festival.
Das Rio International Film Festival ist 1999 durch den Zusammenschluss zweier bestehender brasilianischer Festivals entstanden: Rio Cine (1984–1998) und Mostra Rio de Cinema (1988–1998).
Als größtes Kurzfilmfestival in Südamerika gilt das Festival Internacional de Curtas Metragens de São Paulo (seit 1990).
Seit 1999 wird in der brasilianischen Barockstadt Goiás Velho das Umwelt-Filmfestival FICA ausgerichtet.

## Filmfestivals in Asien

### Vorderasien

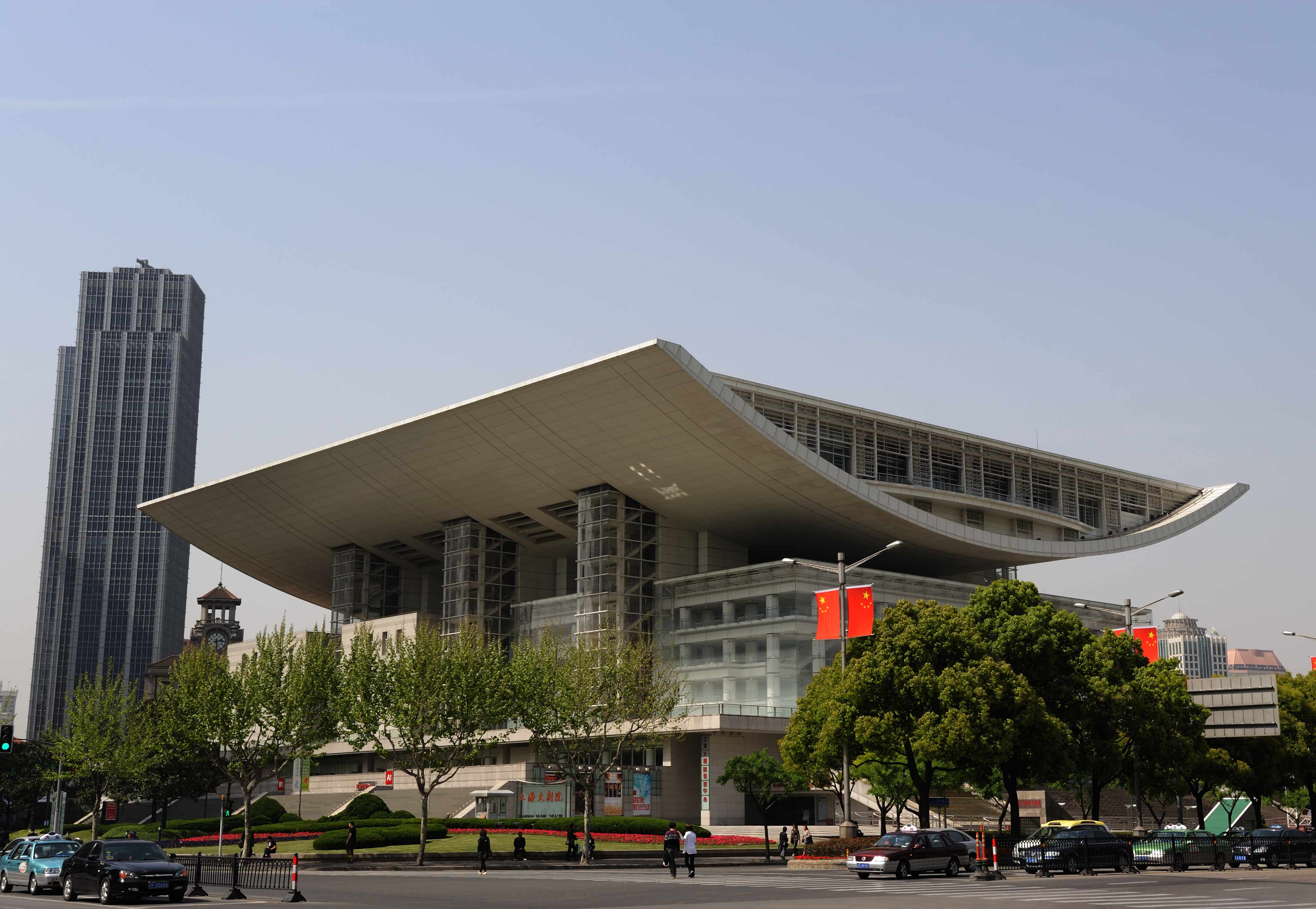
Shanghai Grand Theater, Ort der Eröffnungs- und Schlusszeremonie beim Internationalen Filmfestival Shanghai

In Vorderasien gibt es (mit Ausnahme des schon genannten International Istanbul Film Festivals) keine FIAPF-akkreditierten Festivals, allerdings zwei, auf denen FIPRESCI-Preise vergeben werden.
Dies sind das bedeutendste Filmfestival Israels, das 1983 gegründete Haifa International Film Festival, und das Tbilisi International Film Festival in der georgischen Hauptstadt Tiflis (seit 2000).
Ferner sind wichtig das Jerusalem International Film Festival, das seit Mitte der 1980er Jahre existiert, und The Jewish Film Festival am gleichen Ort, das sich mit Filmen internationaler Herkunft mit jüdischem Bezug (z. B. der Shoa, dem Alltag in Israel, der Einwanderung nach Israel allgemein u. ä.) befasst. Es fand 2006 in achter Folge statt; Michael Verhoeven erhielt hier den Achievement Award für sein Lebenswerk, den beständigen Einsatz gegen den Nationalsozialismus.

### Ost- und Zentralasien
| Name                                  | Monat     |
| ------------------------------------- | --------- |
| Internationales Filmfestival Shanghai | Juni      |
| Eurasia International Film Festival   | September |
| Busan International Film Festival     | Oktober   |
| Tokyo International Film Festival     | Oktober   |

China und Japan haben mit dem Internationalen Filmfestival Shanghai (seit 1993) und dem Tokyo International Film Festival (seit 1985) jeweils ein eigenes A-Festival.
Als ältestes Filmfestival in Japan gilt das PIA Film Festival in Tokio, das 1977 gegründet wurde und sich jungen Filmschaffenden widmet. Ein japanisches Dokumentarfilm-Festival ist das Internationale Dokumentarfilmfestival von Yamagata, das seit 1989 alle zwei Jahre in Yamagata veranstaltet wird. Eines der weltweit wichtigsten Festivals für Animationsfilme findet seit 1985 mit dem Hiroshima Kokusai Animation Festival statt.
Das Busan International Film Festival in Südkorea ist das größte Filmfestival in Asien.
Eines der ältesten Festivals der Region ist das 1977 gegründete, renommierte Hongkong International Film Festival.
Alle geraden Jahre findet in der nordkoreanischen Hauptstadt Pjöngjang das Pyongyang International Film Festival statt (früher: Pyongyang Film Festival of the Non-aligned and Other Developing Countries). Es werden ausschließlich internationale Filme gezeigt. Teilnehmer 2004 u. a. aus den Ländern Ägypten, Georgien, Deutschland, Belgien, Hongkong u.v. a.
In der früheren kasachischen Hauptstadt Almaty werden beim Eurasia International Film Festival (gegründet 1998; nicht zu verwechseln mit einem gleichnamigen Filmfestival in Istanbul) Filme aus Europa und Zentralasien gezeigt.
Als wichtigstes Filmfestival in Thailand gilt das Bangkok International Film Festival (seit 2002). Ebenfalls in Südostasien, in Singapur, findet seit 1987 das Singapore International Film Festival statt.

### Indien
| Name                                  | Monat     |
| ------------------------------------- | --------- |
| Kolkata Film Festival                 | November  |
| International Film Festival of India  | Nov./Dez. |
| International Film Festival of Kerala | Dezember  |

Die ältesten Filmfestivals in Indien sind mit Gründungsjahr 1952 das International Film Festival of India in Goa und das Kolkata Film Festival. Das erste ist auf asiatische Filme spezialisiert, hingegen hat das zweite keinen internationalen Wettbewerb. Das dritte große internationale Filmfestival in Indien ist das International Film Festival of Kerala, das 1995 erstmals stattfand und Filme aus Asien, Afrika und Lateinamerika zeigt.
Für Dokumentar-, Kurz- und Animationsfilme gibt es seit 1990 das Mumbai International Film Festival in der üblicherweise mit Bollywood assoziierten Stadt Mumbai. In der Hauptstadt Neu-Delhi wurde 1999 Osian’s Cinefan als Festival für asiatisches und arabisches Kino mit dem indischen Auktionshaus Osian’s als Hauptsponsor gegründet.
Seit Februar 2004 findet in Puri das Bring Your Own Film Festival statt. Seit 2006 findet das Bengaluru International Film Festival – meist im Zweijahresrhythmus – statt.
In Hyderabad findet zudem das International Children’s Film Festival Hyderabad statt.

## Filmfestivals in Australien und Ozeanien
| Name                 | Monat |
| -------------------- | ----- |
| Sydney Film Festival | Juni  |

Die Filmfestivals in Australien und Ozeanien gehen im Fall von Melbourne und Sydney auf die 1950er Jahre zurück, in Neuseeland auf die 1970er Jahre. Die meisten Filmfestivals in Ozeanien finden jedoch erst seit den 1990er Jahren statt.
Ein Charakteristikum besonders in Australien ist die große Bedeutung von Kurzfilmfestivals in der Massenkultur. In Neuseeland fällt die Konzentration aller großen Filmfestivals in der Hand eines Veranstalters auf.